# النا لیخوفستوا
 النا لیخوفستوا (روسی: Елена Лиховцева؛ زاده ۸ سپتامبر ۱۹۷۵) یک تنیس‌باز اهل روسیه است.